# جويل بوشارد
جويل بوشارد هو لاعب هوكي جليد كندي، ولد في 23 يناير 1974 في مونتريال في كندا.

## وصلات خارجية
- جويل بوشارد على موقع دوري الهوكي الوطني (الإنجليزية)
- جويل بوشارد على موقع EliteProspects.com (الإنجليزية)
- جويل بوشارد على موقع HockeyDB.com (الإنجليزية)
- جويل بوشارد على موقع Hockey-Reference.com (الإنجليزية)